# Arue (Polinezja Francuska)
Arue – miasto w Polinezji Francuskiej; na wyspie Tahiti; 9 458 mieszkańców (2007). Przemysł spożywczy, ośrodek turystyczny.
Częścią miasta jest również niewielki atol Tetiaroa.